# 石母田正
石母田 正（いしもだ ただし/しょう、1912年9月9日 - 1986年1月18日）は、日本の歴史学者。法政大学法学部名誉教授。専攻は古代史および中世史で、多数の著作・論文がある。

## 経歴
出生から修学期
1912年、北海道札幌市の母方の実家で生まれ、宮城県石巻市で育った。父・石母田正輔は旧仙台藩出身で、石巻の町長・市長を長く務めた。二高を経て、東京帝国大学文学部哲学科に入学。後に国史学科へ転科し、1937年に卒業。
卒業後
冨山房、日本出版会に勤務の後、朝日新聞記者を経て、1947年から法政大学法学部講師、1948年に同教授。この間、1963年から法学部長、1967年から附属図書館長などの役職にあり、1981年に定年退職、名誉教授となる。また、歴史学研究会幹部を歴任。
1973年にパーキンソン病に罹患し、以降は闘病生活を送った。

## 業績
唯物史観の観点から多くの論文・著作を発表、戦後の歴史学に多大な影響を与えた。戦後、歴史学を志した人々の多くが石母田の著書（特に「中世的世界の形成」）を読んだことにより、歴史学を専攻する道を選んだ（石母田正著作集各月報より）と述べている。岩波書店より『石母田正著作集』（全16巻）が、青木和夫・永原慶二（他に京大の戸田芳実）らの編で刊行されている。
『中世的世界の形成』
代表作である『中世的世界の形成』は戦前に脱稿していたが、戦時中の空襲で自宅と共に原稿は焼失した。しかし、敗戦により今こそ発表すべきと考えた石母田は自宅にこもり、雨戸を閉め切ったまま一夏で再び書き上げたという「神話」は今でも多くの大学で指導教官から学生に語られている。石井進によると、“昭和19年10月に暗幕を下ろした自宅の一室に籠り、約1ヶ月で原稿用紙約700枚分の原稿を書き下ろした”と本人が語っていたという。その後古代から中世へかけての歴史的展開・必然性・法則性などを平将門の乱や荘園制度、領主制などとともに検討し、多くの論文（石母田正著作集全16巻の各項目参照）で後進に影響を与えた。
マルクス主義と唯物史観に基づいた歴史学研究
戦後は日本共産党と深く関わり、1950年代においては日本共産党（所感派）を支持した。松本新八郎などとともに、民科歴史部会を中心に歴史学者を糾合して国民的歴史学運動を展開。政治的実践として全国に労働者の歴史学習サークルを組織した。このころの著作、『歴史と民族の発見』（正・続）は、その運動の渦中において著された。共産党六全協後の路線転換と民科の衰退とともに国民的歴史学運動は消滅し、石母田も当時の立場を自己批判している。
今日では石母田の唯物史観による分析に対しては批判的な意見もあり、一方で生前の石母田は古代史、国際関係史を中心に西嶋定生ら史的唯物論には与しない研究者の学説を積極的に取り入れたことから、逆に唯物史観に立つ研究者から石母田への反論が出されたこともあった。しかし主たる批判者の一人であった安良城盛昭が「石母田さんは古今未曾有の大学者である。この大学者を超えることは至難の業である．．．．しかし、ここに「著作集」がある．．．．若者の奮闘を期待してやまない。」（著作集第13巻月報13）と書いているように、その業績は反対者からも讃えられている。また、戦後歴史学用語辞典（木村茂光監修　歴史科学協議会編　東京堂出版）「首長制」の項には、石母田の首長制論は「日本古代における社会と国家の関係、古代国家の形成過程．．総合的に分析されている。これを超越しようとする古代史理論は未だあらわれていないともいえる」（P.79　坂江渉）とある。また石母田の古代国家論は「著者のみがなしえたのであって、今後おそらくこれに匹敵するものがあらわれることはないだろう。」（著作集第3巻解説　早川庄八）との評価もある。
古代史においても多大の影響を与えている。『日本古代国家論第二部―神話と文学』など石母田としてはあまり有名ではないが、構造主義をほうふつとさせる分析手法から初めて、石母田自身が提起した本の英雄時代がどのような性格を持ったかを、古代神話、特に出雲神話を中心に分析を進め、共同体が族長を輩出した時代の性格を描き出し余すところがない。
石母田は単なるマルクス主義歴史学者ではない。その記紀の分析法は、井上光貞や直木孝次郎の切り開いた文献の取り扱いの方法とも異なる文献の取り扱いの方法を切り開いている。

## 親族
- 父：石母田正輔は旧仙台藩出身。石巻の町長・市長を長く務めた。
- 弟：石母田達は元日本共産党衆議院議員。

## 著作
著書
- 『日本の古代国家』岩波書店、のち岩波モダンクラシックス
  - 岩波文庫
- 『中世的世界の形成』東京大学出版会、のち岩波文庫
- 『平家物語』 岩波新書（青版）、増補版・岩波文庫
- 『神話と文学』 岩波現代文庫
- 『日本古代国家論』岩波書店
- 『古代末期政治史序説』未來社
- 『戦後歴史学の思想』法政大学出版局
- 『歴史と民族の発見―歴史学の課題と方法』東京大学出版会
  - 平凡社ライブラリー
- 『物語による日本の歴史』武者小路穣共著、講談社学術文庫[11]
  - 新版・網野善彦編、ちくま学芸文庫

『石母田正著作集』岩波書店（全16巻）
1. 古代社会論
2. 古代社会論
3. 日本の古代国家
4. 古代国家論
5. 中世的世界の形成
6. 古代末期の政治過程および政治形態
7. 古代末期政治史論
8. 古代法と中世法
9. 中世国家成立史の研究
10. 古代貴族の英雄時代
11. 物語と軍記の世界
12. 古代・中世の歴史
13. 歴史学の方法
14. 歴史と民族の発見
15. 歴史・文学・人間
16. 学問と生涯

## 伝記研究
- 『石母田正と戦後マルクス主義史学』原秀三郎述、磯前順一・磯前礼子編、三元社、2019年
- 『石母田正　暗黒のなかで眼をみひらき』磯前順一、ミネルヴァ書房〈ミネルヴァ日本評伝選〉2023年